# Línea 18 (EMT Valencia)
La línea 18 Hospital Dr.Peset - Universitats de la EMT de Valencia une el Hospital Doctor Peset, pasando por el barrio de Malilla, con la Universidad Politécnica de Valencia.

## Historia
Puesta en servicio el 7 de febrero de 1994, para suplir la prolongación del 13 a Malilla. Sus dos primeros coches fueron Pegasos de la serie 2119. Por obras, empezó su itinerario con la denominación "Malilla-Barcas" (aunque nunca llegó a pisar la calle Barcas) por Císcar, Cirilo Amorós con final en el carril bus de calle Colón, luego ya paraba en Pérez Bayer (Pl. Niños de San Vicente) de final. En septiembre del 2000 sufrió una completa remodelación, dejando Hermanos Maristas por la Avenida de la Plata, y llegando a las Universidades en vez de al centro de la ciudad. El 25 de noviembre de 2010, amplía su recorrido, cambiando la denominación de la línea, hasta el nuevo Hospital La Fe. En septiembre de 2011 se le habilita el giro directo de Mestre Racional a Escultor Capuz, eliminando el bucle de Alejandro VI, y elimina también el bucle de Malilla en la zona de la Isla Perdida. Así mismo en el barrio de Malilla en dirección al Hospital la Fe para ir a la carrera Malilla pasa de hacerlo de Joaquín Benlloch a seguir recto por Bernat Descoll. Debido a la reordenación de calles en Malilla en mayo de 2017 desde la carrera Malilla pasa a girar por la Calle Oltá en vez de hacerlo por Bernat Descoll ya que pasa a ser de sentido único. Debido al plan de remodelación de líneas de febrero del 2018 desde Malilla se deja de prestar servicio al Hospital La Fe para hacerlo al Hospital Doctor Peset,  pues la conexión entre estas dos zonas había sido una reivindicación histórica por parte de los vecinos de las zonas afectadas.

## Horarios
| 18         | Primer servicio A: Hospital Doctor Peset | Primer servicio A: Universitats | Último servicio A: Nou Hospital la Fe | Último servicio A: Universitats | Frecuencia de Paso |
| Laborables | 06:30                                    | 06:35                           | 22:10                                 | 22:15                           | 11-20 min          |
| Sábados    | 07:00                                    | 07:00                           | 22:10                                 | 22:10                           | 24-39min           |
| Festivos   | 07:35                                    | 07:00                           | 22:00                                 | 21:25                           | 37 min             |

## Recorrido
- De Hospital Dr.Peset a Universitats por: Primero de Mayo, Carteros, Doctor Tomás Sala, Bulevar Sud, Malilla, Oltà, La Plata, Escultor J.Capuz, Peris i Valero, Eduard Boscá, Cardenal Benlloch, Clariano, Tarongers.

- De Universitats a Hopsital Dr.Peset por: Tarongers, Albalat dels tarongers, Clariano, Cardenal Benlloch, Eduard Boscá, Escultor J.Capuz, La Plata, Bernat Descoll, Joaquin Benlloch, Malilla, Bulevar Sur, Doctor Tomás Sala, Primero de Mayo.

## Otros datos
| Líneas de autobuses que prestan servicio en Valencia |               |                  |
| Línea anterior:                                      | Línea actual: | Línea siguiente: |
| 16 Línea 16                                          | 18 Línea 18   | 19 Línea 19      |